# Александру Слетіняну
Александру Слетіняну (рум. Alexandru Slătineanu; 5 січня 1873, Бухарест — 27 листопада 1939, Ясси) — румунський бактеріолог. Ректор Ясського університету. Також військовий лікар та колекціонер.

## Біографія
Народився в 1873. Обіймав посаду професора Будапештського університету. Був фахівцем з бактеріології в лабораторії І. І. Мечникова Пастерівського інституту в Парижі. Слетіняну був близьким другом і колегою Йона Кантакузіно.
Брав участь у Другій Балканській і Першій світовій війні.
У 1923-1936 був ректором Ясського університету. Пізніше продовжував викладання на бактеріологічній кафедрі університету і очолював його клініку.
У 1938 був змушений піти у відставку після досягнення граничного віку (65 років), пожертвувавши меблі, колекцію інструментів і велику бібліотеку кафедрі бактеріології Ясського університету. Помер 1939.
Різнобічна художня колекція, зібрана професором і його дружиною, включала твори народних промислів (різьблені ікони, розпис по тканині і склу), живопис та кераміку, була в 1948 перетворена в експозицію під назвою Colecţia de artă comparată Alexandra şi Barbu Slătineanu, відкриту в його сімейному будинку в Котрочені, згодом частково увійшла до фонду Національного музею мистецтв Румунії.

## Наукові роботи
- Основні наукові роботи присвячені бактеріології різних інфекційних хвороб, таких як: проказа, туберкульоз, скарлатина, епідемічний висипний тиф та інші.
- Слетіняну є одним з основоположників румунської бактеріології.
- Ряд наукових робіт присвячений вивченню етіології малярії.

### У періодиці
- G. Baileanu. [Professor Alexandru Slătineanu, a militant progressionist]: [рум.] // Revista medico-chirurgicală̆ a Societă̆ţ̜ii de Medici ş̧i Naturaliş̧ti din Iaş̧i. — Jul-Sep 1968. — Vol. 72, no. 3. — P. 777—778.
- D. Buiuc, Carmen Pânzaru. [The Centenial of the Department of Microbiology Iaşi — Tribute to Ancestors]: [рум.] = La centenarul Catedrei de Microbiologie din Iaşi, omagiu înaintaşilor // Revista medico-chirurgicala a Societatii de Medici si Naturalisti din Iasi. — 2011 Jan-Mar. — Vol. 115, no. 1. — P. 277—288. Наразі видання Revista medico-chirurgicală̆ a Societă̆ţ̜ii de Medici ş̧i Naturaliş̧ti din Iaş̧i має міжнародну назву «The Medical-Surgical Journal».
- Revista stiintelor medicale. — 1939. — Vol. 28 стор. 1041, 1048, 1056.
- Un desen de Vincent van Gogh in Colecţia de artă comparată а Muzeului Slătineanu // Studii şi cercetări de istoria artei: Seria artă plastică. — 1967. — Vol. 14-16. — P. 109.
- Revista muzeelor. — 1995. — Vol. 32-34. — P. 14.
- Plural: Culture & Civilization. — Fundația Culturalǎ Română, 2004, Issues 21-22.

### У книгах
- Ionel Maftei. Slătineanu Alexandru (1873—1939) medic // Personalități ieșene. — Iași (Romania): Comitetul de cultură și educație socialistă al județului Iași, 1975. — Vol. 2: Omagiu. — P. 251—253.
- Alexandru Rosetti. AMATORUL (Dr. Alexandru Slătineanu) // Călătorii și portrete: note din Grecia, India, Israel, S.U.A., Albania, Diverse, Cartea albă. — Sport-Turism, 1977. — P. 136.
- Krista Zach, Cornelius R. Zach. Deutsche und Rumänen in der Erinnerungsliteratur: Memorialistik aus dem 19. und 20. Jahrhundert als Geschichtsquelle. — IKGS Verlag, 2005. — P. 116.
- Antisemitismul universitar în România (1919—1939): mărturii documentare / Lucian Nastasă (Ed.). — Editura ISPMN, 2011. — P. 267—269, 300—303. — ISBN 9786069274453.
- Mircea Dunca. Persian Art in Romania before World War I // The Shaping of Persian Art: Collections and Interpretations of the Art of Islamic Iran and Central Asia / Yuka Kadoi, Iván Szántó (Eds.). — Cambridge Scholars Publishing, 2014. — P. 36-37. — ISBN 9781443864497.